# مدیر ارشد طراحی
مدیر ارشد طراحی (به انگلیسی: Chief design officer) از مدیران ارشد اجرایی یک شرکت بشمار می‌آید که به طور معمول مسئولیت نظارت بر همه جنبه های طراحی و نوآوری محصولات و خدمات یک شرکت از جمله طراحی محصول ، طراحی رایانشی، طراحی معماری، طراحی گرافیکی ، طراحی تجربه کاربر ، طراحی صنعتی و طراحی بسته را بر عهده دارد.